# Adesmia incana
Adesmia incana es una especie de planta floral del género Adesmia, tribu Dalbergieae, subfamilia, Faboideae.

## Distribución
Especie nativa de Brasil, Argentina y Uruguay. Crece en el bosque subtropical.

## Taxonomía
Fue descrita por Vogel y publicada en Linnaea 12: 76 (1838).
Etimología
Adesmia: del griego a- (sin) y desme (envoltorio), en referencia a los estambres libres.
incana: epíteto que significa gris.
Sinónimos homotípicos
- Patagonium incanum (Vogel) Kuntze in Revis. Gen. Pl. 1: 200 (1891).[1]

Taxones infraespecíficos
- Adesmia incana var. grisea (Hook.f.) Burkart.[1]
- Adesmia incana var. heterotricha Burkart.[1]
- Adesmia incana var. incana.[1]
- Adesmia incana var. oblata Davyt & Izaguirre.[1]